# Economy (Indiana)
Economy – miasto w Stanach Zjednoczonych, w stanie Indiana, w hrabstwie Wayne.